# Olivier van Deuren

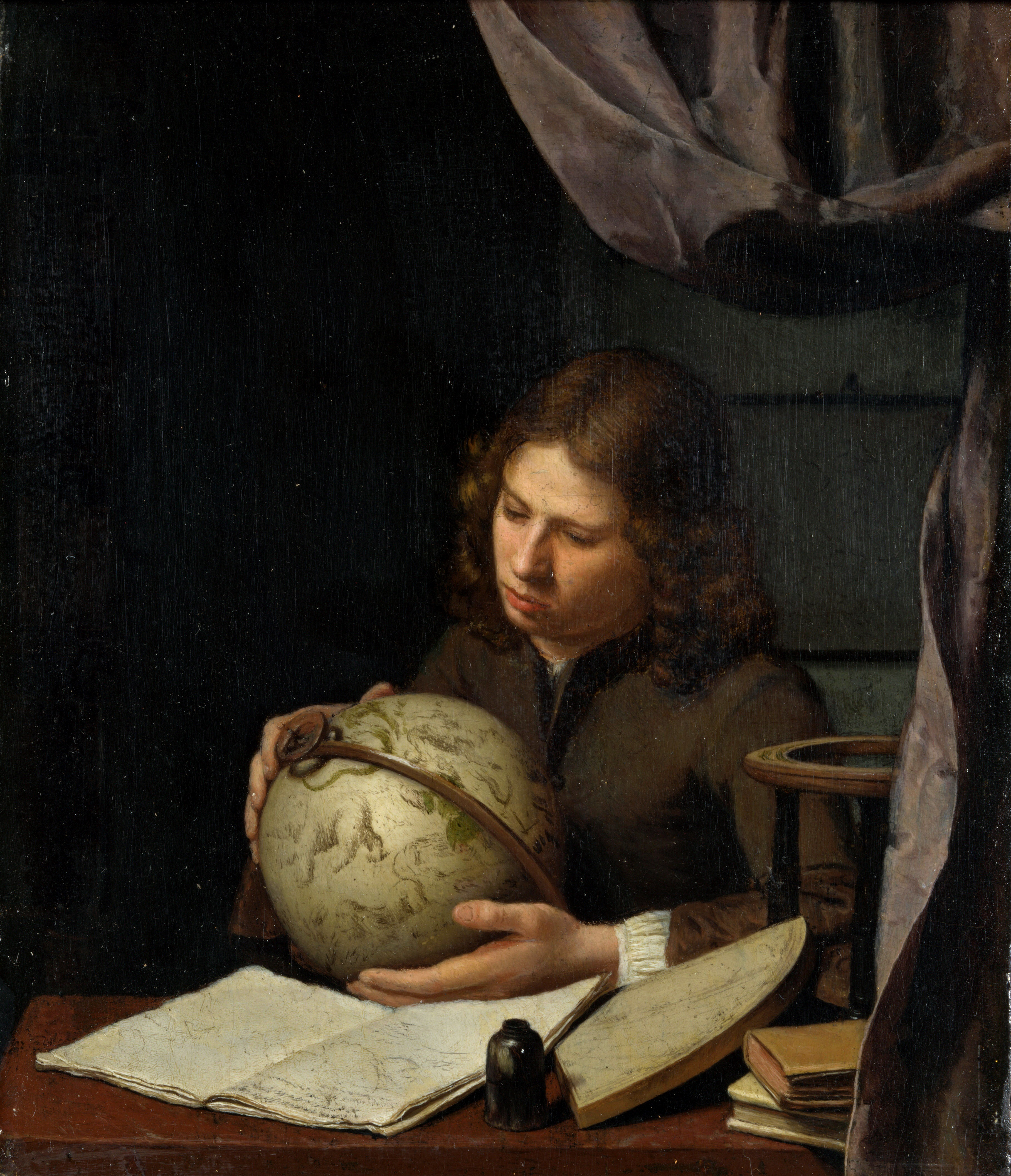
De jonge astronoom, ca. 1685.

Olivier Pieterz. van Deuren (Rotterdam, 21 december 1666 – aldaar, 10 februari 1714) was een Nederlands kunstschilder.

## Leven en werk
Van Deuren was de zoon van Pieter van Deuren en Aaltje van Vlierden. Hij woonde en werkte in de Rotterdam en was daar lid van het plaatselijke Sint Lucasgilde, waarvoor hij minimaal viermaal optrad als "hoofdman". Hij wordt meermaals genoemd in Rotterdamse historische geschriften uit die tijd. David van Hoogstraten wijdde een gedicht aan hem. De Rotterdamse kunstenaar Pierre Viel maakte prenten naar zijn voorbeeld.
Als leerling annex navolger van Frans van Mieris en Caspar Netscher werkte Van Deuren in de traditie van de fijnschilders. Hij maakte genrewerken, religieuze voorstellingen, figuurstudies en portretten, veelal in klein formaat. Slechts een beperkt aantal werken van zijn hand is bewaard gebleven. Zijn bekendste werk is De jonge astronoom (ca. 1685), thans te zien in de National Gallery te Londen.